# Lorenzo Alopa
Lorenzo de Alopa (Venezia, XV secolo – XVI secolo) è stato un tipografo italiano, attivo a Firenze nella seconda metà del XV secolo.

## Biografia
Originario di Venezia (si firma Lorenzo Veneto ed è chiamato Lorenzo Veneziano o Lorenzo di Francesco Veneziano), le prime notizie di lui si hanno a Firenze nella Tipografia di San Jacopo di Ripoli come aiutante di Domenico da Pistoia dopo la morte di Pietro da Pisa, avvenuta nel settembre 1479.
Il 15 maggio 1483 entrò in società con frate Domenico nella gestione della tipografia per tre anni e per un terzo delle spese e dei guadagni. Ma alla morte di quest'ultimo nel luglio 1484 Lorenzo finì da solo di stampare il Platone tradotto in latino da Marsilio Ficino e la stamperia monastica chiuse.
Dopo un periodo di inattività, con la consulenza di Giano Lascaris Lorenzo Alopa stampò le editiones principes dell'Anthologia Graeca (1494), degli Inni di Callimaco (1494 o 1495) e delle Argonautiche di Apollonio Rodio (1496). Stampò anche I Trionfi del Petrarca (1499) e la Giostra di Giuliano de' Medici del Poliziano (1500 circa).